# كريستوف مولان (لاعب كرة قدم)
كريستوف مولان هو مدرب كرة قدم ولاعب كرة قدم سويسري، ولد في 6 نوفمبر 1958. لعب مع نادي سيون.